# توم فوكس
توم فوكس (بالإنجليزية: Tom Fox)‏ هو لاعب كرة قدم أسترالية وسياسي أسترالي، ولد في 3 أكتوبر 1876 في أستراليا، وتوفي في 20 أبريل 1951 في فريمانتل في أستراليا. حزبياً، نشط في حزب العمال الأسترالي. وقد انتخب عضو الجمعية التشريعية لأستراليا الغربية.

## روابط خارجية
- توم فوكس على موقع AustralianFootball.com (الإنجليزية)
- توم فوكس على موقع AFLtables.com (الإنجليزية)